# Damir Martin
Damir Martin, hrvaški veslač, * 14. julij 1988, Vukovar, SFRJ.
Na olimpijskih igrah leta 2016 je osvojil srebrno medaljo v samskem loku med moškimi, izgubil pa je v tekmi proti Mahé Drysdale in premagal večkratnega svetovnega prvaka Ondřeja Syneka. Srebrno medaljo je na olimpijskih igrah leta 2012 osvojil tudi v četvercu skupaj z Davidom Šainom, Martinom Sinkovićem in Valentom Sinkovićem. 
Martin je začel veslati, ko je imel 12 let. V hrvaški reprezentanci je že od svojega 17. leta. Veslanje je športna tradicija v njegovem mestu Vukovar. Tudi njegov dedek je bil veslač. Njegova starša sta se celo spoznala prek njihovega veslaškega kluba. Veslanja se je lotil po preselitvi družine v Zagreb, v veslaški klub "Zagreb", nato pa v veslaški klub "Trešnjevka", zdaj pa je v veslaškem klubu "Hrvaška". Že pri treh letih je moral zapustiti njegov rojstni kraj Vukovar zaradi matere Dubravke in starejšega brata Stanislava zaradi vojne, medtem, ko je njegov oče Boris ostal in se boril.